# Trichesthes monteverdosa
Trichesthes monteverdosa är en skalbaggsart som beskrevs av Moron 2001. Trichesthes monteverdosa ingår i släktet Trichesthes och familjen Melolonthidae. Inga underarter finns listade i Catalogue of Life.